# Port lotniczy Bournemouth
Port lotniczy Bornemouth (kod IATA: BOH, kod ICAO: EGHH) (ang.: Bornemouth Airport) – międzynarodowe lotnisko położone ok. 8 km od Bournemouth w hrabstwie Dorset w Anglii. Jest to 22. port lotniczy Wielkiej Brytanii pod względem ruchu pasażerskiego.

## Linie lotnicze i połączenia
| Linia lotnicza | Kierunek |
| -------------- | --- |
| EasyJet        | Sezonowo: 1. Genewa 2. Lyon |
| Ryanair        | 1. Agadir (od 1 kwietnia 2024) 2. Alicante 3. Chania (od 2 czerwca 2025) 4. Edynburg 5. Faro 6. Fuerteventura (od 1 kwietnia 2025) 7. Gran Canaria 8. Kraków 9. Lanzarote 10. Malaga 11. Malta 12. Rodos (od 1 czerwca 2025) 13. Teneryfa-Południe 14. Wrocław Sezonowo: 1. Bergerac 2. Budapeszt 3. Carcassonne 4. Girona 5. Murcia 6. Nantes (od 1 czerwca 2024) 7. Palma de Mallorca 8. Wenecja 9. Zadar |
| TUI Airways    | 1. Lanzarote 2. Teneryfa-Południe Sezonowo: 1. Antalya 2. Korfu 3. Dalaman 4. Gran Canaria 5. Heraklion 6. Ibiza 7. Kefalonia 8. Menorka 9. Palma de Mallorca 10. Pafos 11. Rodos 12. Zakintos |